# Otis Garrett
Pour les articles homonymes, voir Garrett.
Otis Garrett est un monteur, réalisateur et scénariste américain né en 1905 décédé le 24 mars 1941 à Glendale (Californie).

## Filmographie

### Comme monteur
- 1931 : The Guilty Generation
- 1932 : Le Visage masqué (Behind the Mask) de John Francis Dillon
- 1932 : The Crusader
- 1932 : The Unwritten Law
- 1933 : The Vampire Bat
- 1933 : The World Gone Mad (en)
- 1933 : Gigolettes of Paris
- 1933 : The Sin of Nora Moran
- 1934 : Unknown Blonde
- 1937 : Breezing Home
- 1937 : Alerte la nuit (Night Key)
- 1937 : The Westland Case

### Comme réalisateur
- 1938 : The Black Doll
- 1938 : The Lady in the Morgue
- 1938 : Danger on the Air
- 1938 : Personal Secretary
- 1938 : The Last Express
- 1939 : Mystery of the White Room
- 1939 : Exile Express
- 1939 : The Witness Vanishes
- 1940 : Margie
- 1940 : Sandy Gets Her Man

### Comme scénariste
- 1935 : Age of Indiscretion
- 1935 : Tempête au cirque (O'Shaughnessy's Boy), de Richard Boleslawski
- 1935 : L'Évadée (Woman Wanted) de George B. Seitz